# Televisão via streaming gratuita suportada por anúncios
Televisão via streaming gratuita suportada por anúncios (do inglês Free ad-supported streaming television - FAST), refere-se a uma categoria de serviços de televisão via streaming que estão disponíveis para consumidores sem uma assinatura paga. Financiados exclusivamente por publicidade, transmitem programação de televisão tradicional e filmes produzidos em estúdio, distintos de plataformas que oferecem em grande parte conteúdo gerado pelo usuário, como o YouTube, e de serviços com anúncios baseados em assinatura, como o Hulu e a Netflix.
Serviços FAST tem dois canais lineares (as vezes referidos como "canais FAST") e conteúdo de vídeo sob demanda. O primeiro uso documentado do termo foi num artigo de dezembro de 2018 do analista de mídia Alan Wolk. Wolk inventou o termo como uma maneira de diferenciar entre serviços de TV de streaming suportados por anúncios por assinatura, como Hulu, e serviços de TV de streaming suportados por anúncios gratuitos, como Pluto TV.

## Plataformas
A cadeia FAST tem várias camadas. Os FASTs mais conhecidos são os agregadores, que se enquadram em três categorias.
- FASTs de propriedade das principais empresas de mídia:
  - Pluto TV, da Paramount
  - Tubi, da Fox
  - Charter Communications
  - Peacock, da NBCU[7]
  - SIC Novelas, da OPTO[8][9]
  - TVI Ficção, no TVI Player
  - Viva 70 fast, Viva 80 fast e Malhação fast, da Globoplay
  - +Silvio Santos, +Novelas, +Humor , +Saudade, +Pop , +Criança, +Cinema, +TVZYN, +Séries, +Informação, além do sinal gratuito do SBT, todos no +SBT[10]

- FASTs de propriedade de fabricantes de dispositivos:
  - Freevee (anteriormente IMDb TV), da Amazon
  - Samsung TV Plus
  - Canais LG

- FASTs independentes:
  - Plex
  - Crackle, que é da propriedade de Chicken Soup for the Soul Entertainment

Esses agregadores operam principalmente nos Estados Unidos a partir de 2022, embora alguns, como Pluto TV, Plex e Samsung TV Plus operam em outros países ou em todo o mundo.
Além dos aplicativos agregadores, existem FASTs executados por um único provedor que também fornecem o seu conteúdo para uso em canais lineares nos aplicativos agregadores.

## Conteúdo e canais
O conteúdo nos serviços FAST pode potencialmente cobrir todos os géneros de programas, bem como filmes, que são o tipo de conteúdo mais popular nos FASTs.
As opções de conteúdo podem incluir programação original e/ou de arquivo não disponível por meio de serviços de streaming por assinatura. Embora muitos canais lineares nos serviços FAST se assemelhem a canais especiais no estilo de cabo, alguns têm um foco ainda mais estreito num único programa de longa duração ou franquia de mídia. Alguns canais lineares FAST são exclusivos de plataformas específicas e são distribuídos através de vários provedores. Os FASTs de propriedade das principais empresas de mídia têm a vantagem de poder alavancar as extensas bibliotecas das suas empresas-mãe.
A Variety estimou que 1.455 canais lineares estavam disponíveis através das principais plataformas FAST a partir de junho de 2022.